# Ragnhild Andersen
Ragnhild Nikoline Andersen (født 18. august 1907 i Yderby på Sjællands Odde, død 8. maj 1990 i København), var en dansk politiker for Danmarks Kommunistiske Parti (DKP). Hun var også en fremtrædende figur i den danske fagbevægelse, herunder som medlem af Kvindeligt Arbejderforbund.

## Biografi
Ragnhild Nikoline Andersen var datter af havnefogeden Nikolaj Andreas Andersen (1875–1954) og Gertrud Birgitte født Hansen (1881–1964). I 1937 giftede hun sig med Finn Johannes Salemonsson. Ægteskabet blev opløst i 1949. I 1952 giftede hun sig med den kommunistiske politiker Peter Alfred Jensen (1903-1988). 
Andersen var den eneste af familiens syv børn, der fik en omfattende skolegang.  Hun gik i landbyskolen. I 1921 kom hun i Nykøbing Sjællands Borger- og Realskole på en halv friplads. Hun tog almindelig forberedelseseksamen i 1925 og flyttede samme år til København, hvor hun udførte forskellige former for kontorarbejde.

### Fagligt aktiv
Hun meldte sig ind i Danmarks Kommunistiske Ungdom og fagforeningen HK. Som aktivt medlem af børneorganisationen Unge Pionerer, redigerede hun fra 1928 deres blad og ledsagede i 1929 en gruppe børn på en rejse til Sovjetunionen. Da hun vendte tilbage, opgav hun kontorarbejdet til fordel for et arbejde som metalarbejder på en radiofabrik, og meldte sig ind i Dansk Kvindeligt Arbejderforbund (KAD), hvor hun senere blev et fremtrædende medlem. Hun arbejdede sammen med en gruppe kvinder, hvoraf mange var kommunister, ligesom deres leder Inger Gamburg, som hun udviklede et tæt venskab med.

### Politisk aktiv
I 1929 blev Andersen medlem af Danmarks Kommunistiske Parti, hvor hun var aktiv gennem 1930'erne. I denne periode deltog hun i demonstrationer og lignende politiske aktiviteter. Ved en lejlighed klatrede hun op på statuen af Adam Oehlenschläger på Kongens Nytorv og forsøgte derfra at henvende sig til sine tilhængere. Hun blev dog hurtigt anholdt for ordensforstyrrelser. Ragnhild Andersen udtrådte af Folkekirken i 1931.
Da kommunistpartiet under den tyske besættelse blev erklæret ulovligt, gik hun under jorden, men blev hurtigt arresteret og i september 1941 sendt til Vestre Fængsel og derefter til Horserød. I oktober 1943 blev hun sammen med seks andre kommunistiske kvinder og 143 mænd af Gestapo overført til Stutthof koncentrationslejr nær Gdańsk. Efter 20 frygtelige måneders fangenskab vendte seks af de syv ved krigens afslutning i 1945 tilbage til Danmark. Andersen fortæller meget detaljeret om sine oplevelser i Vi blev reddet denne Gang udgivet i 1945. 
| Citat | "Vi sultede de første 4 Maaneder i Stutthof, og ogsaa senere, efter 25. Januar 1945. Men Tusindtal af Russere og Polakker sultede, sultede og segnede for vore Øjne... En af dem fandt en eller anden Knokkel i Jorden. Om det var fra en Hund, en Kat eller et Menneske, skal være usagt. Men disse sultne og elendige gav sig til at slaas om den. Vi sagde til hinanden — Livet her i Lejren gør Mennesker til Dyr. Vi saa Mændene, naar Arbejdskolonnerne passerede forbi, vakle, segne og dø lige for vore Øjne" | Citat |
|       | |       |

I efteråret 1945 blev hun sammen med 17 andre kommunister valgt ind i Folketinget og blev genvalgt i 1947. Efter først at have repræsenteret Frederiksborgkredsen, blev hun i 1950 valgt som repræsentant for København, hvorved hun blev et fremtrædende medlem af kredsen. Hun var særligt aktiv i sociale spørgsmål og opfordrede til forbedringer af forholdene for de udsatte, for etablering af sexklinikker, for mere omfattende adgang til abort og for kvinders ret til deltidsbeskæftigelse. Ved valget i 1960 røg kommunisterne ud af Folketinget, og selvom Ragnhild Andersen forsatte med at stille op for partiet, blev hun ikke valgt igen. I 1968 fik hun flere stemmer end de to andre kommunister, på trods af at hun kun var nummer tre på partiets liste.

### Tillidshverv[1]
- Medlem af Danmarks Kommunistiske Parti 1927.
- Folketingsmedlem for Danmarks Kommunistiske Parti i Søndre Storkreds, 5. september 1950 – 3. oktober 1961. Folketingsmedlem for Danmarks Kommunistiske Parti i Frederiksborg Amtskreds, 30. oktober 1945 – 4. september 1950

- Medlem af bestyrelsen for Kvindeligt Arbejderforbunds afdeling 5 1935 og af hovedbestyrelsen for Kvindeligt Arbejderforbund i Danmark 1945-54.

- Kredsværge i Københavns Kommunes børneværn 1937-38.

Ragnhild Andersen døde i København den 8. maj 1990. Hun er begravet på Vestre Kirkegård.